# La Portsallaise (SNS 093)
La Portsallaise (SNS 093) est un bateau de la Société nationale de sauvetage en mer (SNSM). Il fait partie de la série des canots tous temps de 15,50 m, qui a été initiée en 1995. Ce canot tous temps, à coque, pont et superstructures en composite verre-résine, est insubmersible, auto-redressable et échouable ; il peut ainsi affronter les mers les plus dures. Il est affecté à la station SNSM de Portsall. 
 Il appareille après le quart d'heure qui suit l'alerte, elle-même déclenchée par le CROSS Corsen pour un sauvetage ou une évacuation sanitaire (EVASAN). Les canots tous temps sont reconnaissables à leur coque de couleur verte (héritée de la SCSN) et à leur immatriculation du type « SNS 0nn ».

## Histoire de la station

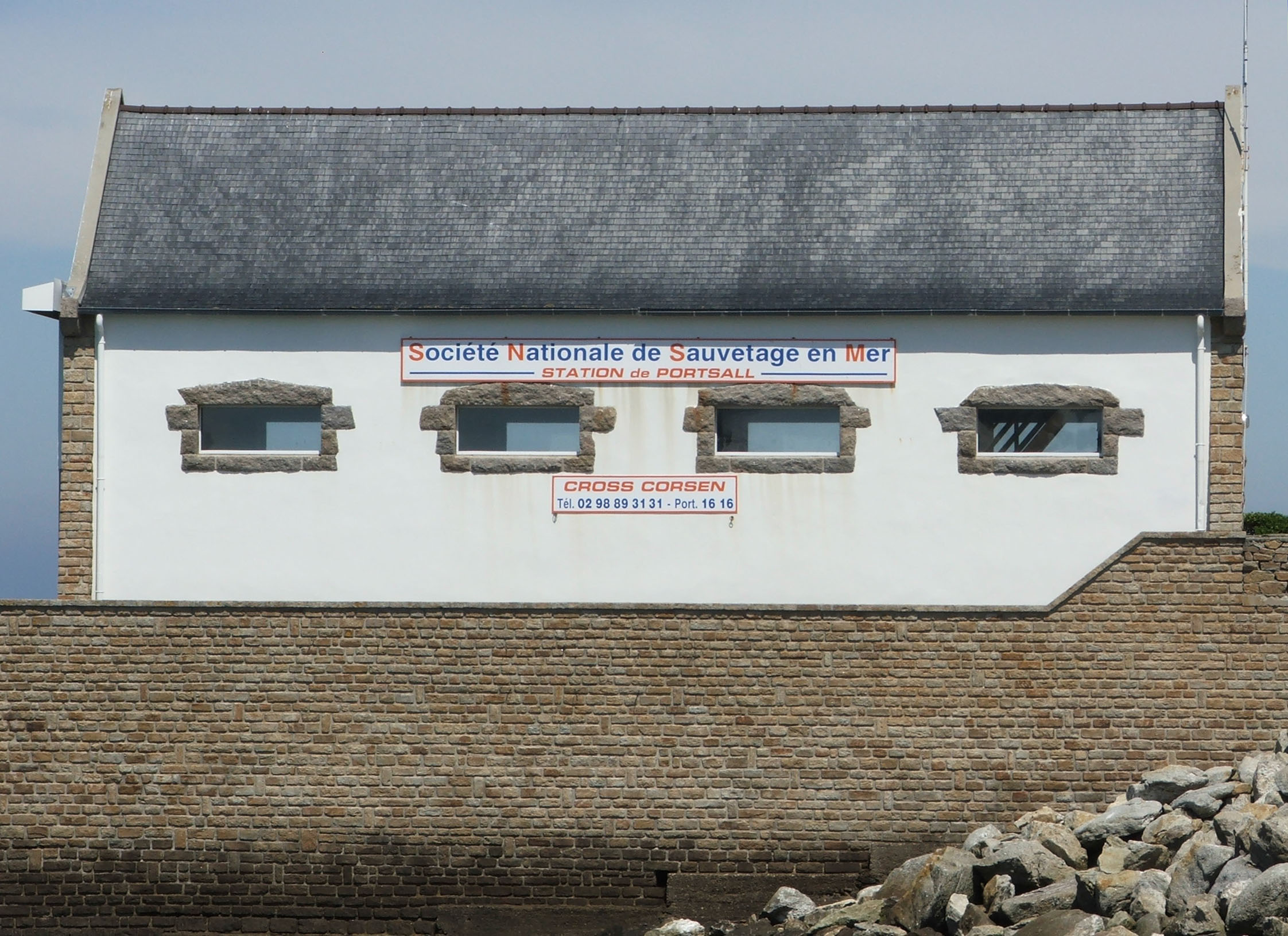
L'abri du canot en 2004.

La station est créée en 1867 par la Société centrale de sauvetage des naufragés (SCSN) et dotée du canot en bois Saint Ernest et Sainte Suzanne de Saint Faron, qui sert jusqu'à la fermeture de la station en 1896. À sa réouverture par les Hospitaliers sauveteurs bretons (HSB) en 1902, c'est le canot à rames Marcel Bocquet qui assure le service. Il est remplacé en 1908 par le canot à moteur Docteur Jules Baisnée. En 1928, c'est le Charles et Marie Chevillotte qui prend la relève. Celui-ci rallie l'Angleterre le 19 juin 1940 avec Yvon Salaün à son bord. Après la Seconde Guerre mondiale, le nouvel abri est inauguré en 1955 à l'arrivée du nouveau canot de sauvetage baptisé Yvon Salaün, qui servira durant 43 ans.

### Incident du 27 décembre 1999
Alors que la première des tempêtes de fin décembre se dissipe, le canot est soumis à une forte houle et s'échoue en baie de Portsall, après rupture de sa chaîne d'amarrage. Les dégâts sont importants : double-coque déchirée, quilles et safrans arrachés, hélices tordues, cependant aucune voie d'eau n'est à déplorer. Il subit ensuite plus de dix mois d'immobilisation au chantier naval Ernest Sibiril, à Carantec, dans le Finistère. La sécurité de sa zone d'intervention est assurée par les canots tous temps de l'Aber-Wrac'h et d'Ouessant, ainsi que la vedette de 2e classe d'Argenton. Il y a eu un incident similaire pour l'ancien canot Yvon Salaün, qui, en son temps, s'était lui aussi échoué après avoir traîné son corps-mort par gros temps,.

## Service
La Portsallaise prend en 1998 la relève du canot Yvon Salaün, qui navigue désormais sous les auspices de l'Association pour la conservation des anciens canots de sauvetage. Il fait partie de la série des canots tous temps de 15,50 m. Série débutée en 1995, dont le prototype Île d'Ouessant (SNS 081), mesure 14,80 m (les dimensions de la coque ont ensuite été modifiées afin de réduire le tirant d'eau) et qui comprend six autres canots construits entre 1995 et 2003.